# Ole Østmo
Ole Østmo (n. 13 septembrie 1866, Elverum, Hedmark, Norvegia – d. 11 septembrie 1923, Christiania, Norvegia) a fost un trăgător de tir ce a reprezentat Norvegia, medaliat olimpic. A participat la o ediție a Jocurilor Olimpice (1900) în care a câștigat două medalii de argint și două medalii de bronz.